# Michel van Grunsven
Michel van Grunsven (Nederweert, 8 maart 1976) is een Nederlands oud-voetballer die tijdens zijn profloopbaan uitsluitend voor VVV uitkwam.

## Spelerscarrière
Vanuit de jeugdopleiding van VVV werd Van Grunsven in 1994 door trainer Remy Reijnierse toegevoegd aan de selectie van het eerste elftal. Daar maakte hij op 17 juni 1995 tijdens de nacompetitie zijn profdebuut als centrale verdediger in een met 3-4 verloren thuiswedstrijd tegen AZ. Het zou bij dat ene optreden blijven. Van Grunsven verkaste in 1997 naar amateurclub Wilhelmina '08. Later kwam hij ook nog uit voor SV Deurne.

## Verdere loopbaan
Na zijn spelersloopbaan ging hij aan de slag bij Triple Double, een sportmarketingbedrijf. In februari 2024 trad Van Grunsven toe tot de nieuw gevormde Raad van commissarissen van VVV-Venlo, waar hij de portefeuille marketing & communicatie kreeg toebedeeld.

## Clubstatistieken
| Seizoen         | Club            | Competitie      | Competitie | Competitie | Beker | Beker | Nacompetitie | Nacompetitie | Totaal | Totaal |
| Seizoen         | Club            | Competitie      | Wed.       | Dlp.       | Wed.  | Dlp.  | Wed.         | Dlp.         | Wed.   | Dlp.   |
| --------------- | --------------- | --------------- | ---------- | ---------- | ----- | ----- | ------------ | ------------ | ------ | ------ |
| 1994/95         | VVV             | Eerste divisie  | 0          | 0          | 0     | 0     | 1            | 0            | 1      | 0      |
| 1995/96         | VVV             | Eerste divisie  | 0          | 0          | 0     | 0     | 0            | 0            | 0      | 0      |
| 1996/97         | VVV             | Eerste divisie  | 0          | 0          | 0     | 0     | 0            | 0            | 0      | 0      |
| Carrière totaal | Carrière totaal | Carrière totaal | 0          | 0          | 0     | 0     | 1            | 0            | 1      | 0      |